# Territoriale geschillen in de Zuid-Chinese Zee
Territoriale geschillen in de Zuid-Chinese Zee hebben betrekking op conflicterende eiland- en maritieme claims in de Zuid-Chinese Zee gemaakt door Brunei, Indonesië, Maleisië, de Filipijnen, de Volksrepubliek China (VRC), Taiwan (de Republiek China) en Vietnam. 
De geschillen hebben betrekking op de eilanden, riffen, oevers en andere kenmerken van de regio, waaronder de Spratly-eilanden, Paracel-eilanden, Scarborough Shoal en verschillende grenzen in de Golf van Tonkin . Ook de wateren bij de Indonesische Natuna-eilanden, die sommigen geografisch gezien als onderdeel van de Zuid-Chinese Zee beschouwen, staan ter discussie.

Kaart van de aanwezigheid van verschillende landen op de Spratly-eilanden vanaf 2015